# Obrana Brestské pevnosti (1941)
Obrana Brestské pevnosti se uskutečnila od prvních výstřelů Operace Barbarossa 22. června do 30. června 1941, přičemž drobné boje a přestřelky trvaly až do konce července 1941. Stala se symbolem sovětského odporu během prvních dnů Velké vlastenecké války. V roce 1965 pevnost obdržela čestný titul Pevnost-hrdina.

## Situace před bojem
Brestská pevnost byla postavena v 19. století jako důležitý obranný bod Ruského impéria. Po sovětsko-polské válce se stala součástí Polska. V roce 1939 v důsledku paktu Ribbentrop–Molotov došlo k ustavení nové hranice na řece Bug, přičemž hlavní pevnost, která ležela na východním břehu této řeky, připadla Sovětskému svazu, zatímco předsunutá opevnění na západním břehu Bugu ovládali Němci. Ti proto při plánu na útok počítali s tím, že pevnost Brest padne v průběhu 12 hodin a nebude blokovat přístup německých vojsk dále na východ. V době zahájení německého útoku se v pevnosti nacházelo zhruba 3 500 obránců (celkový počet činil 8.000) a 300 jejich rodinných příslušníků.

## Německý útok
22. června 1941 ve 3.15 zahájilo německé dělostřelectvo mohutnou dělostřeleckou přípravu, což nepřipravené obránce velmi překvapilo. Půl hodiny poté zahájila 45. pěší divize Wehrmachtu pod vedením Fritze Schliepera útok na pevnost. Němcům se podařilo odstranit nálože pod mostem, vedoucím přes řeku Bug a jejich vojska tak mohla postupovat k jádru pevnosti. Byl uskutečněn i obojživelný útok německých vojsk přes řeku. V řadách sovětských vojáků propukl chaos, avšak velitelům se nakonec podařilo zorganizovat odpor a provést protiútok, při němž byl německý postup zastaven. Němci přišli o výhodu momentu překvapení a museli se uchýlit k obléhání.

## Obléhání pevnosti

Schéma pevnosti Brest v červnu 1941

22. června v 17.00 hodin Němci přivezli dva propagandistické vozy s tlampači, pomocí kterých dali obráncům devadesátiminutovou lhůtu na kapitulaci. Jelikož došlo ke zničení vodárenské věže a obránci přišli o zdroj pitné vody, začali se první rudoarmějci vzdávat. Němci však začali zacházet s přítomnými ženami a dětmi osazenstva pevnosti, jako by to byli vojáci. Byli odvlečeni do zajetí, někteří z nich dokonce zastřeleni.
24. června sice velitelství 45. německé pěší divize hlásilo, že se pevnost podařilo ovládnout, ovšem ve skutečnosti se ale jednalo pouze o chlácholení Adolfa Hitlera, který se pozastavoval nad tím, že boje v Brestu nejsou u konce. Němcům se podařilo dobýt některé opěrné body, avšak sovětský odpor na různých místech pevnosti dál pokračoval; Němci nasadili tanky, slzný plyn a plamenomety, ovšem odpor neustával.
26. června instalovali na Severním ostrově mohutnou nálož a po obrovské explozi se vzdalo 450 otřesených obránců pevnosti. Na břehu řeky byly umístěny světlomety, které měly sovětským vojákům zabránit v pronikání k řece pro vodu, které byl na rozdíl od potravin velký nedostatek. 27. června Němci nasadili do obléhání těžké dělostřelectvo ráže 540 a 600 mm, byly rovněž používány těžké bombardéry s 500 kg a 1 800 kg pumami. Východní pevnost, ve které byl odpor největší, se vzdala až v samotném závěru června. Jeho velitel major Ivan Zubachov byl odvlečen do koncentračního tábora, kde později zemřel, politický komisař Jefim Fomin byl z "titulu" politruka a Žida zastřelen.

## Pokračování bojů
I když se sovětsko-německá fronta nacházela v závěru června už 300 km východně, někteří obránci dále pokračovali v činnosti. Po dvou týdnech tvrdých bojů a bombardování byla zajata většina obránců pevnosti. Dne 8. července velení 45. divize hlásilo do ústředí, že došlo k úplnému ustání bojů v pevnosti. To však nebylo zcela pravdivé, protože i nadále se útrobách pevnosti nacházely zbytky obránců. O tom svědčí i nápisy na stěnách pevnosti, např. "Zemřeme, ale pevnost neopustíme" či "Umírám, ale nevzdám se. Sbohem. 20. 7. 1941." Mezi nejznámější obránce patřil major Pjotr Gavrilov, který od 22. června do 23. července 1941 vedl obranu Západního opevnění Brestské pevnosti. Dokázal pod svým velením sjednotit všechny vojáky a velitele jednotek, co zůstali naživu a uzavřel nejvíc zranitelná místa proražená nepřítelem.
23. července utrpěl od dělostřeleckého tříštivého náboje těžké zranění a v bezvědomí byl zajat. Léta války strávil v německých koncentračních táborech Hammelburg a Ravensbrück, kde zkusil všechny hrůzy zajetí. Válku však přežil.
Ojedinělé přestřelky probíhaly do konce července, některé zdroje mluví i o střetnutích ještě v srpnu. Brestská pevnost však byla s konečnou platností dobyta a nevázala v boji německé jednotky. Zarputilost a statečnost obránců ocenil i protivník. Jestliže 45. pěší divize ztratila v roce 1940 v celém francouzském tažení 462 mužů, pak při dobývání Brestské pevnosti jich za pouhý týden padlo 482, dalších 30 důstojníků a 1000 mužů bylo raněno.

## Pevnost - hrdina

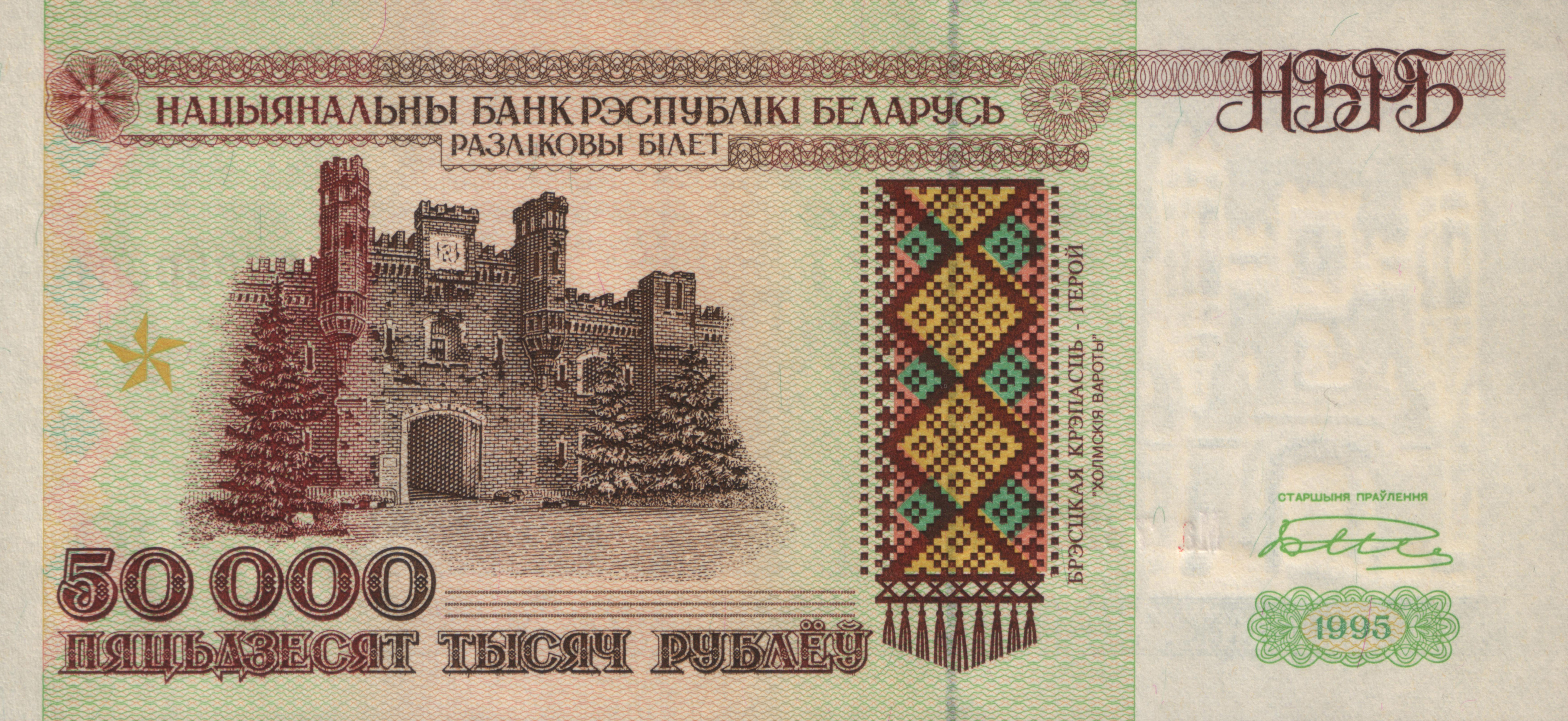
Pevnost Brest na běloruských bankovkách

Za Stalinovy éry se nesmělo o bojích v pevnosti mluvit z toho důvodu, že všichni, kteří se vzdali, byli pro Stalina zbabělci a zrádci. Situace se změnila až po jeho smrti, kdy sovětský historik Sergej Smirnov napsal knihu o pevnosti a zajímal se o osud těch, kteří přežili. Pevnost a jeho obránci byli poté rehabilitováni. 8. května 1965 Brest obdržel čestný titul pevnost-hrdina a v roce 1971 byla pevnost otevřena jako památník.

## Odraz v kultuře
V roce 2010 byl o tomto boji natočen rusko-běloruský válečný film Brestská pevnost, režii snímku provedl Alexandr Kott.

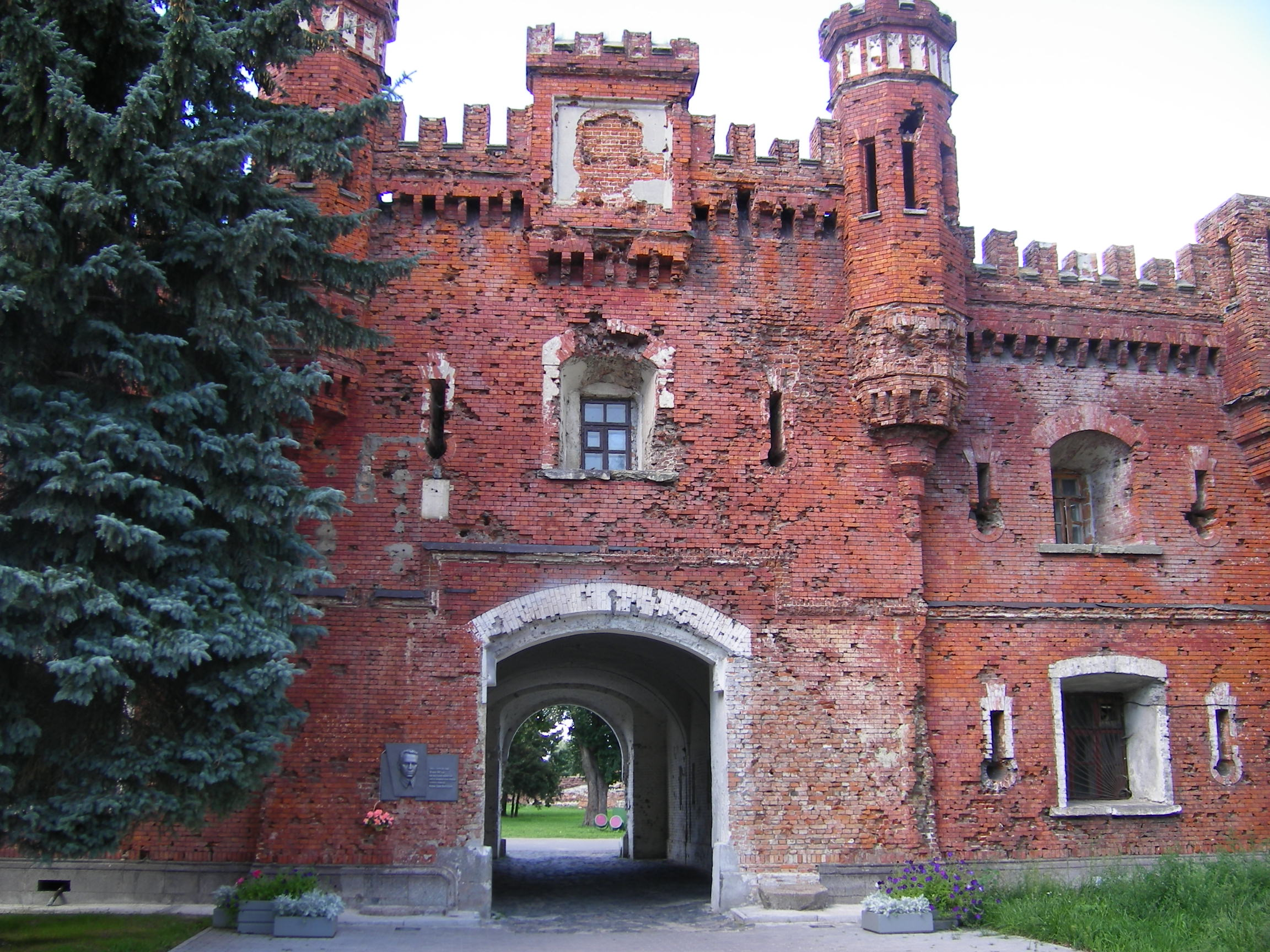
Brána do Brestské pevnosti
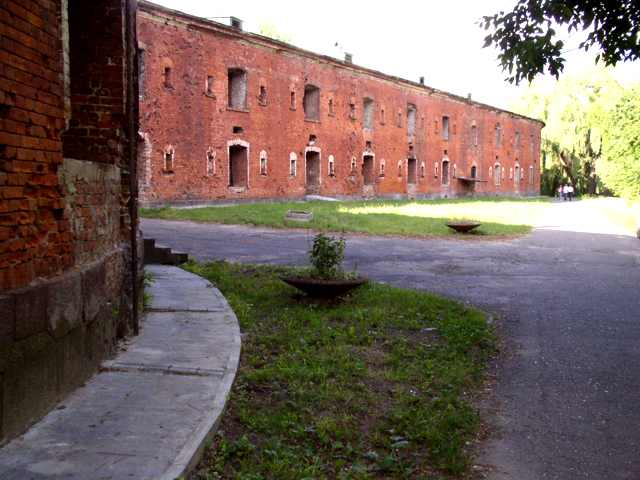
Brestská pevnost
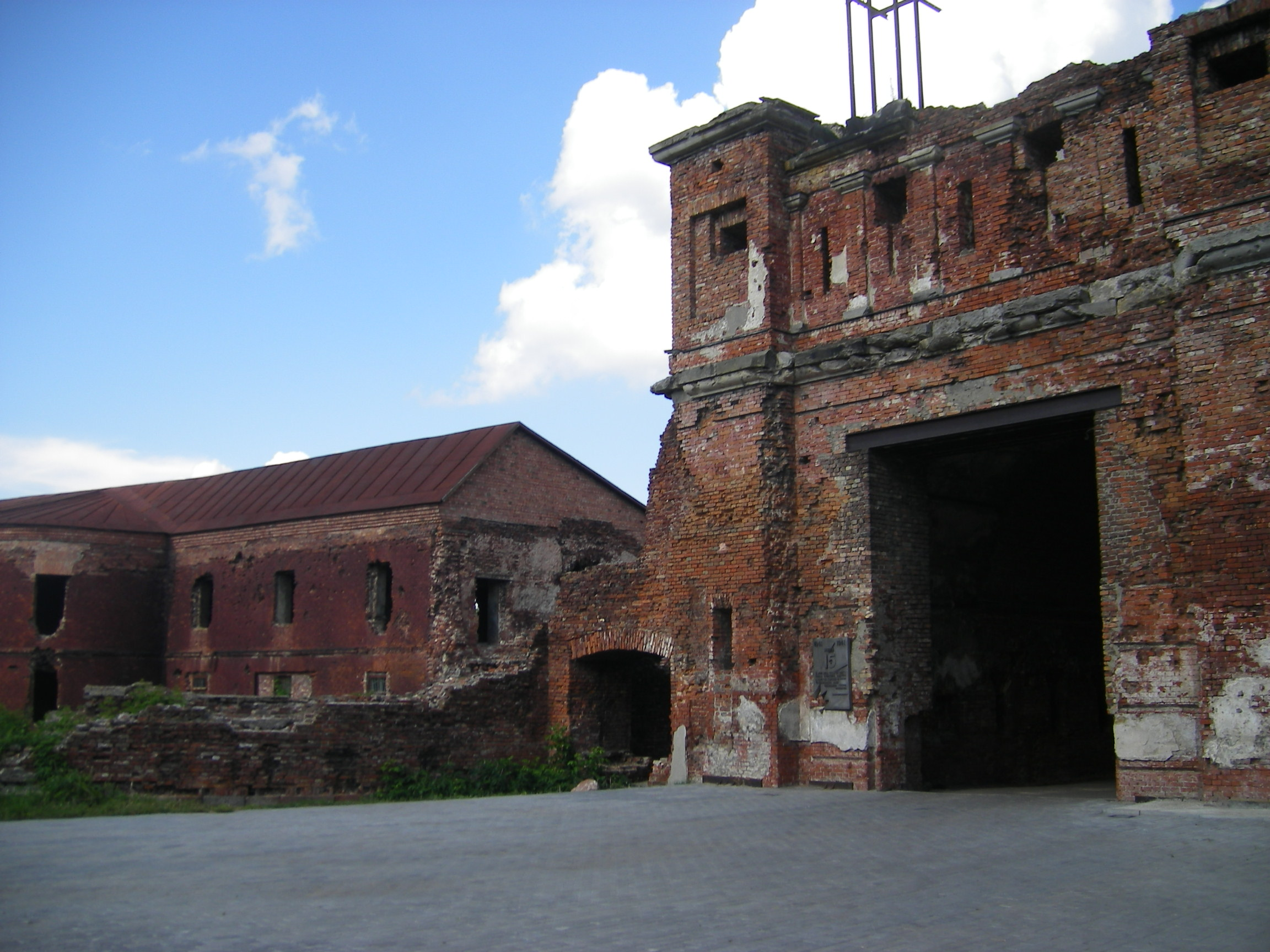
Brestská pevnost
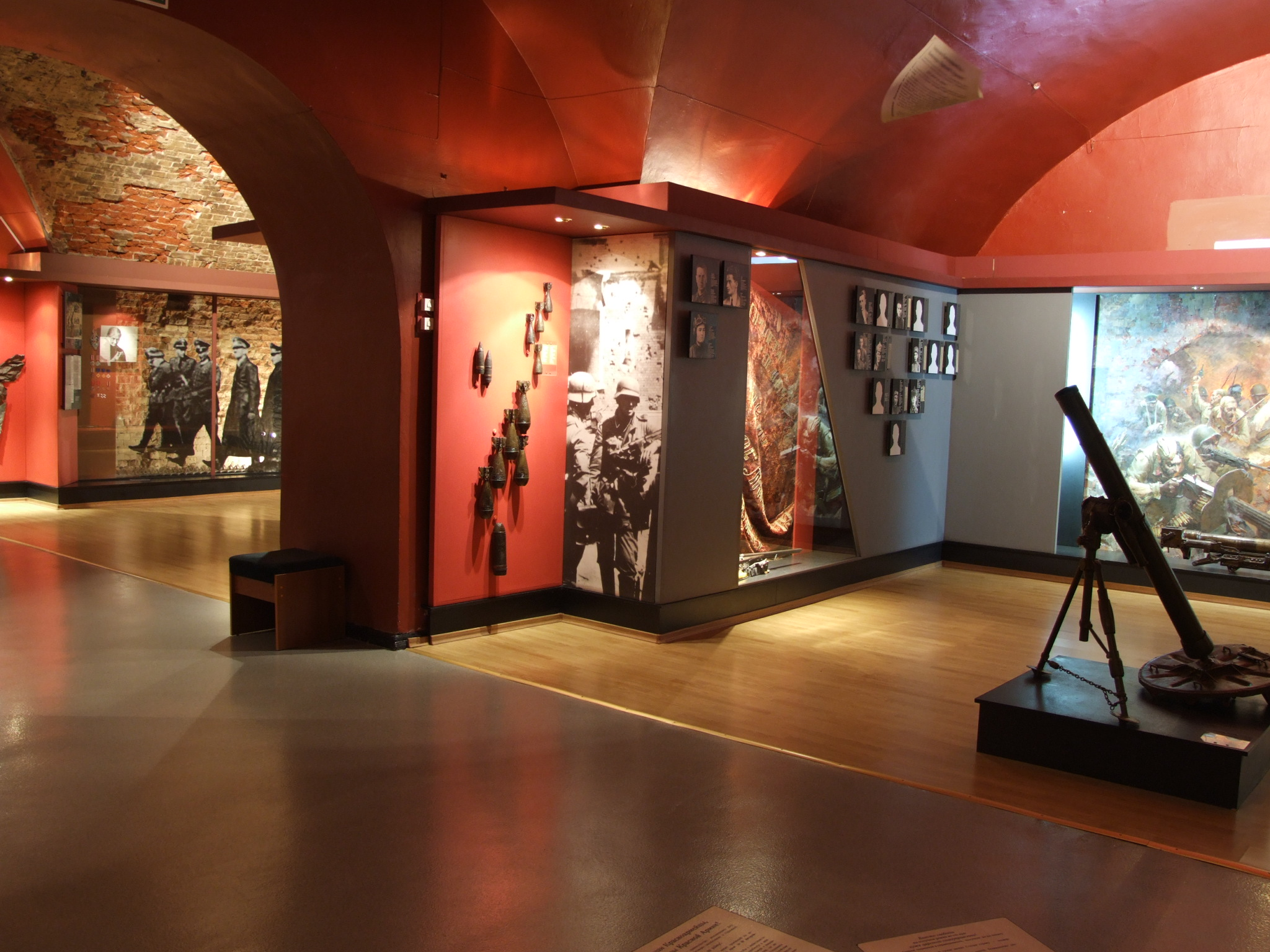
Muzeum v Brestu